# Hyamia atlantica
Hyamia atlantica là một loài bướm đêm trong họ Noctuidae.